# Exam
Exam és una pel·lícula britànica de suspens psicològic del 2009 escrita per Simon Garrity i Stuart Hazeldine, dirigida per Hazeldine, i protagonitzada per Colin Salmon, Chris Carey, Jimi Mistry, Luke Mably, Gemma Chan, Chuk Iwuji, John Lloyd Fillingham, Pollyanna McIntosh, Adar Beck i Nathalie Cox.

## Producció
Després de veure que algunes de les pel·lícules dels seus amics fallaven a causa de la interferència d'estudi, Stuart Hazeldine va decidir que volia un control total sobre el seu debut. La història original implicava un examen en una escola, però Stuart Hazeldine ho va canviar per una entrevista de treball. El final és també creació de Hazeldine. Hazeldine volia separar els personatges per la raça, la cultura, el gènere i, sobretot, la visió del món. El tema de la pandèmia de la pel·lícula va ser influenciat per pors contemporànies com la de la grip aviària i la desconfiança de les empreses farmacèutiques. Originalment, el guió tenia més elements de ciència-ficció, però Hazeldine els va despullar per mantenir la pel·lícula a terra. Sobre el gir final, Hazeldine va dir que volia que la pel·lícula fos alguna cosa més que el gir, i va tractar d'apel·lar a les audiències que buscaven una història sobre la naturalesa humana.

## Estrena
La pel·lícula es va estrenar al juny de 2009 com a part del Festival de Cinema d'Edimburg i va ser llavors part del Raindance Film Festival el 2009. Va ser llançada als cinemes del Regne Unit el 8 de gener de 2010.
L'11 de febrer de 2010, IFC Films va adquirir els drets per al llançament als Estats Units, on va ser llançada com a part del Santa Bàrbara Festival Internacional de Cinema el DVD i Blu-ray van ser posats en venda al Regne Unit el 7 de juny de 2010. No hi va haver llançament de teatre als EUA, però IFC Films va llançar la pel·lícula a través de vídeo a la carta el 23 de juliol de 2010 i en DVD el 16 novembre de 2010.
El 4 de setembre de 2012, una adaptació teatral de la pel·lícula es va obrir a Manchester.

## Recepció
D'acord amb Rotten Tomatoes, el 63% dels enquestats de 30 crítics li va donar una revisió positiva, amb una qualificació mitjana de 5,6 sobre 10. Tim Robey de The Daily Telegraph, va dir que la pel·lícula comença bé però perd la seva forma. Lael Loewenstein de la revista Variety digué: "un intel·ligentment concebut, thriller psicològic". Philip French del The Guardian anotà que la pel·lícula era intel·ligent i "es desenvolupava ingènuament", però va criticar el final com a decebedor a més d'escriure a The Guardian, Peter Bradshaw va donar a la pel·lícula dos de cinc estrelles i va dir que la pel·lícula no estava a l'altura de la seva premissa intrigant. L'adjudicació de la pel·lícula va rebre quatre de cinc estrelles,per part de total Film en comparació amb la pel·lícula Cube  i l'obra de Jean-Paul Sartre. Becky Reed va comparar-la amb Dotze homes sense pietat i El método, una pel·lícula espanyola del 2005.

### Premis
- Va guanyar el Premi Independent Feature a Santa Barbara Film Fest.[8]
- Va guanyar el Hitchcock de Bronze al Festival de Cinema de Dinard British.[19]
- Nominada a la Millor Pel·lícula al Regne Unit Raindance.[20]
- Nominat per a un debut al BAFTA excel·lent.[9]